# Michael Romeo
Michael James Romeo (Nova Iorque, 6 de Março de 1968) é um guitarrista americano e membro fundador da banda de metal progressivo Symphony X.
Foi ranqueado na posição 91 da lista "100 Greatest Heavy Metal Guitarists of All Time" elaborada pela revista Guitar World.

## Vida
Michael Romeo começou tocando piano aos 10 anos de idade e teve aulas por algum tempo. Ele também tocou clarinete. Após ganhar um álbum do Kiss, decidiu se tornar um guitarrista, e comprou um violão barato. Ganhou sua primeira guitarra aos 12 anos.
Influenciado por Led Zeppelin, AC/DC e Black Sabbath, ele começou a levar a sério a guitarra após ouvir os álbuns Blizzard of Ozz e Diary of a Madman, de Ozzy Osbourne. Randy Rhoads foi uma grande influência para ele. Neste período, ele teve aulas de violão clássico, e também voltou a ter aulas de piano.

## Técnica
Michael tem influências de um grande campo de músicos, incluindo Randy Rhoads, Steve Vai, Jason Becker, Yngwie Malmsteen, Al Di Meola, Uli Jon Roth, J.S. Bach, Mozart, John Williams e Frank Zappa, apesar de ter uma influência mais pesada do estilo neoclássica, remanescente de Yngwie Malmsteen. Além disso, Michael mistura escalas exóticas e arpejos (assim como a escala meio-diminuta, de tom inteiro, e a escala egípcia), forma ritmos e fórmulas de compasso fora do padrão, e uma linha neoclássica. Elementos do jazz também estão presentes em suas músicas.
Apesar de receber cobertura em muitas revistas de guitarra em todo o mundo, Michael Romeo é mais conhecido como líder da banda Symphony X, fundada em 1994 após um pedido da Zero Corporation, uma gravadora japonesa que ficou impressionada com uma fita demo gravada por ele, que mais tarde se tornou o seu primeiro e único álbum solo, The Dark Chapter.
Michael é mais famoso pela rapidez em palhetada alternada, sweep-picking e tapping, além de usar a técnica economy picking, mas seu estilo se encaixa mais em um ataque de ligados e suas frases com sweep-tapping. Michael não é só reconhecido como um solista, mas também pelos riffs complexos em suas bases, com uso dos harmônicos artificiais para impacto. Estes efeitos são demonstrados em sua vídeo-aula, The Guitar Chapter.
Michael também adora Star Wars, como demonstrado na sua performance da Star Wars Suite no álbum lançado pelo fã-clube da banda, Symphony X Rarities and Demos (Raridades e Demos). Ele também diz que seu personagem favorito é Darth Vader.[carece de fontes?]

## Equipamento
Michael estava usando guitarras ESP M-II Custom, e gravou todos os álbuns da banda com elas. Ele também usou Fender Stratocasters. Em performances ao vivo, ele também usou as ESP M-II Custom, mas recentemente começou a usar um novo modelo customizado, Caparison Dellinger II Michael Romeo Custom.
Para amplificação, atualmente utiliza amplificadores da Engl. Anteriormente, para gravações em estúdio, usou amplificadores Mesa Boogie Dual Rectifier, o cabeçote Line6 Vetta (também para performances ao vivo). Além disso, em algumas das últimas fotos publicadas no site do Symphony X, pode-se ver outros amplificadores de marcas como Marshall and Madison.
Michael Romeo tem um estúdio em sua casa, o Symphony X Dungeon, onde ele gravou todo o álbum The Odyssey, em 2002.

## Discografia

### Solo
- 1994 - The Dark Chapter
- 2018 - War of the Worlds, Pt. 1‎
- 2022 - War of the Worlds, Pt. 2

### com Phantom's Opera
1995 - Phantom's Opera

### Participações
- Ayreon - solos na faixa "Dawn of a Million Souls" (cantada por Russell Allen) do álbum Universal Migrator Part 2: Flight of the Migrator
- Ayreon - solo na faixa "E=MC²" do álbum 01011001
- Vitalij Kuprij - guitarras na faixa "Piano Overture", do álbum Forward and Beyond
- Eidolon - "Arcturus #9", do álbum The Parallel Otherworld
- Jens Johansson - Guitarras no Álbum The Last Viking
- Star One - Revel in Time (solo em "Fate of Man"[6])